# Ice Cream Man (album)
Ice Cream Man è il quinto album del rapper statunitense Master P, pubblicato nel 1996 da No Limit e Priority Records.
Diviene il primo album di Master P a ottenere la certificazione di disco d'oro dalla RIAA per aver raggiunto il mezzo milione di copie vendute nel 1996. Sei anni più tardi, Ice Cream Man è certificato disco di platino. L'album viene considerato essere il progetto che ha portato Master P ad un successo autorevole, permettendogli la riuscita a livello culturale e commerciale della sua etichetta discografica No Limit Records.

## Stile musicale
L'album musicalmente vede la presenza delle stilistiche di West Coast rap e Southern rap. Nell'album la figura rappresentata da Master P è uno spacciatore di cocaina, che si paragona all’uomo del carrello dei gelati, che in quartiere ha l'attesa della gente che gioisce al suo arrivo. Il concept del personaggio è rispecchiato nella copertina del disco, dove il rapper è vestito completamente in bianco, seduto su una macchina bianca con cerchioni dorati.
| Recensione       | Giudizio |
| ---------------- | -------- |
| AllMusic         | [ 3 ]    |
| RapReviews       | [ 4 ]    |
| Robert Christgau | taglio   |

## Tracce
1. Intro – 2:50
2. Mr. Ice Cream Man (featuring Silkk The Shocker, Mia X & Mo B. Dick) – 5:08
3. Time for a 187 – 4:08
4. 1/2 on a Bag of Dank – 3:17
5. Break 'Em Off Somethin' (featuring UGK) – 4:42
6. How G's Ride (featuring Big Ed & Silkk The Shocker) – 3:54
7. No More Tears (featuring Mo B. Dick) – 3:42
8. The Ghetto Won't Change (featuring Mo B. Dick) – 3:49
9. Commercial – 1:09
10. Playa from Around the Way (featuring Mo B. Dick & Silkk The Shocker) – 4:54
11. Sellin' Ice Cream (featuring Mo B. Dick) – 3:50
12. Time to Check My Crackhouse – 4:09
13. Bout It Bout It 2 (featuring Mia X) – 5:09
14. Back Up Off Me – 5:13
15. Never Ending Game – 4:58
16. Watch These Hoes (featuring Mr. Serv-On, Silkk The Shocker, Mo B. Dick & Tre-8) – 3:20
17. Bout That Drama (featuring Silkk The Shocker) – 4:00
18. Killer Pussy – 3:49
19. Things Ain't What They Used to Be (featuring Mo B. Dick) – 3:55
20. My Ghetto Heroes (featuring SKull Duggery) – 4:44

## Classifiche

### Classifiche settimanali
| Classifica (1996)         | Posizione massima |
| ------------------------- | ----------------- |
| Stati Uniti               | 26                |
| US Top R&B/Hip-Hop Albums | 3                 |
| Classifica (1998)         | Posizione massima |
| US Catalog Albums         | 30                |

### Classifiche di fine anno
| Classifica (1996)         | Posizione massima |
| ------------------------- | ----------------- |
| Stati Uniti               | 193               |
| US Top R&B/Hip-Hop Albums | 34                |